# Кошечка (фильм, 2009)
«Кошечка» — российская психоделическая комедия 2009 года режиссёра Григория Константинопольского.
Фильм состоит из пяти новелл — «Бешеная балерина», «Брак по расчёту», «Странный сон», «Кошечка, или От автора» и «Крис-Мария де Левьер» (последняя новелла не вошла в киноверсию и является бонус-треком для DVD и TV). Все они представляют собой монологи — актёр в кадре рассказывает историю один за всех персонажей.

## Сюжет
Фильм состоит из пяти историй-монологов с собственным главным героем в каждой из них: младенец, подросток, преуспевающий бизнесмен, неудачливый писатель и престарелая балерина.

### История первая. Бешеная балерина
Пожилая, никому не нужная балерина Варечка (Михаил Ефремов) рассказывает историю своей карьеры. У неё нет работы, нет денег, нет поклонников, все что у неё осталось — собака-кобель, которую она зовет Айседорой Дункан, и воспоминания о прошлой жизни, о безумном стремлении к сцене, к карьере. Когда-то она была юной девушкой, полной надежд, мечтающей о главных ролях на сцене, и впитавшей мораль своего первого преподавателя — «жертвы, упрямство, фанатизм и труд каторжный». Отказываясь от всех человеческих удовольствий, она всё своё время посвящает репетициям. Однако, пробиться на главные роли ей не позволяют. Безумные интриги, заговоры, и даже попытки отравить её не могут сломить её решимости. Она влюбляется, но так и не выходит замуж, расстаётся, переносит травму. И вот сейчас — никому не нужна. Людей, которых она любила, больше нет. А из подруг — лишь три такие же бывшие танцовщицы, бедные и одинокие, прозябающие втроём в однокомнатной квартире. Варечка любит издеваться над ними, с гордым видом принося им денежные подачки. Всё, чем она занимается теперь в жизни — шокирует окружающих поисками еды на помойке. Полная скепсиса и цинизма, она всё же никак не хочет примириться с жестокой правдой, о которой ей говорили авторитетные и любимые люди — у неё просто нет таланта.

### История вторая. Брак по расчёту
Удачливый бизнесмен Виктор (Александр Стриженов) в день собственной свадьбы шпионит за своей невестой. Его избранница — немолодая Полечка — была выбрана по расчёту: по слухам, она владелица крупного пакета акций. Женитьба как бизнес-план, ошибаться в этом деле он позволить себе не мог. Познакомились они в театре, после недолгого ухаживания он предложил ей брак. Потратив больше 3 миллионов евро в процессе ухаживания за «миллиардершей», он безумно ревнует, устраивает слежку за ней, роется в её записях. Однако его мучают вовсе не измены, а неизвестность, неустойчивость его планов. Однажды он застукал Полину с незнакомым мужчиной и поссорился с ней. Впрочем, когда уже через неделю она пообещала ему быть навсегда честной, свадьба была назначена немедленно. Главное, что в брачном контракте указано, что в случае развода имущество делится пополам. Ну что это, как не искренняя любовь и доверие? Виктор окрылён столь удачной брачной сделкой. Но вдруг, подслушав разговор двух гостей на свадьбе, понимает, что не он акула бизнеса, а она. Оказывается, богатству Полечки пришёл конец, и она «окрутила» его — молодого и богатого.

### История третья. Странный сон
Маленький ребёнок Серёжа всего 1 года от роду (Виктор Сухоруков) переживает от того, что до сих пор не научился ходить. Несмотря на юность, он уже полон взрослых страстей и рассказывает свою историю с циничным презрением в голосе. Он ненавидит няню Светку и любит проводить время перед телевизором. Его любимые передачи — про погони и преследования. По ночам его посещают видения о кровавых разрубленных телах, выпученных ужасных глазах и спёкшихся волосах. Слова «сладострастие» и «порочность», однажды сказанные его отцом, крепко запомнились его не по возрасту циничному уму. И вот он задумал жестокий план по уничтожению ненавистной Светки. Научившись делать первые неустойчивые шаги и припрятав кухонный нож, он обдумывает сцену убийства. В последний момент, впрочем, преступлению мешает соседская девочка. Преследуя её, в лифте Серёжа натыкается на огромную лохматую собаку, и его охватывает ужас — свет гаснет, и ему вспоминаются его кровавые сны. Но нет — мир не так жесток, как его воображение — собака всего лишь облизала мальчика и не причинила ему вреда.

### История четвёртая. Кошечка, или От автора
Никому не известный писатель Павлик (Евгений Стычкин) после тридцати лет писательства «в стол» вдруг получает контракт от издательства на все последующие 386 романов. По дороге домой он попадает под машину, и водитель, стремясь загладить вину, покупает ему чёрную кошечку. На заработанные деньги они со своей мамочкой начинают строить дачный дом — четыре этажа для неё, для него и для будущей жены. Пора писать роман, а в голове ничего путного не складывается. Проходят две недели, но «мысль не идёт». Автору стыдно, ведь под угрозой весь их прекрасный проект с домом. Но вот, наконец, дом построен. Автор уединяется с кошечкой на своём третьем этаже, и она начинает диктовать ему роман. К вечеру роман готов, а Павлика ждёт публикация, слава и деньги. Кошечка будет жить на этаже невесты, у них с Павликом родятся котята, покой и счастье воцарятся в его душе. «Мяу!» — скажет он напоследок.

### Бонус-история. Крис-Мария де Левьер
Девочка-подросток Настя 14 лет (Светлана Иванова) безумно влюблена в звезду, 25-летнего певца. Его зовут Боль, он известная личность, снимает клипы и даже у мамы Насти присутствует на заставке в компьютере. Насте страшно хочется познакомиться с ним лично. С этой целью она регистрируется в интернете под вымышленным именем Крис-Мария де Левьер, тем самым, что они изобрели с мамой в детстве. Публикует свои фотографии в кепке и тёмных очках, и робко обращается с сообщением к звезде, ни на что не надеясь. И — о чудо! — звезда отвечает. Он обращается к ней «Светка» и приглашает в гости перед концертом. Почему? Оказывается, под этим самым именем и с фотографиями в кепке и тёмных очках размещается страничка мамы.

## В ролях
- Михаил Ефремов — Варечка
- Александр Стриженов — Виктор Комаровский
- Виктор Сухоруков — Серёжа
- Евгений Стычкин — Павлик
- Светлана Иванова — Настя
- Павел Деревянко — гость на свадьбе
- Юрий Колокольников — гость на свадьбе
- Григорий Константинопольский — Боль

## Съёмочная группа
Режиссёр и сценарист: Григорий Константинопольский
Продюсеры:
- Григорий Константинопольский
- Андрей Новиков

Операторы:
- В. Опельянц
- Л. Капанадзе
- С. Мачильский
- М. Осадчий
- А. Макаров